# Fórum de Macau

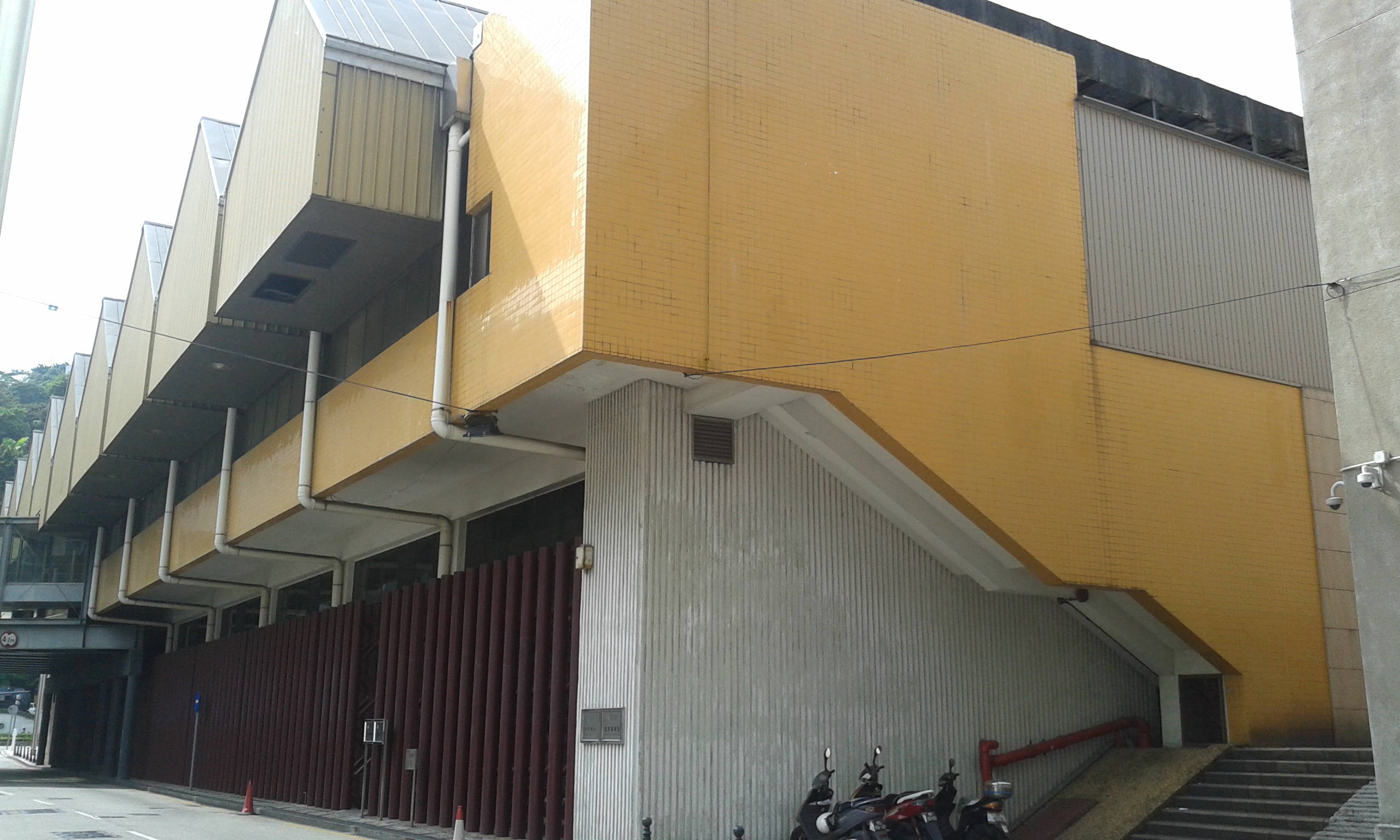
Fórum de Macau.

O Fórum de Macau (em chinês tradicional: 澳門綜藝館) é um complexo cultural e desportivo ligado ao adjacente Pavilhão Polidesportivo da Universidade Politécnica de Macau e do Centro da Media, costumava ser o maior espaço interno de Macau, antes da finalização do Domo dos Jogos da Ásia Oriental. O Fórum de Macau foi inaugurado a 27 de maio de 1985 e é composto por dois pavilhões.
Desde 1994 até 2001, o Fórum de Macau foi uma das sedes do Grand Prix de Voleibol, organizado pela Federação Internacional de Voleibol, mas foi suspenso em 2003 e 2004, devido a uma reformulação para os Jogos da Ásia Oriental de 2005.